# Grand Prix d'été de saut à ski 1998
L'édition 1998 du Grand Prix d'été de saut à ski se déroule du 9 août au 13 septembre 1998.
Le classement est établi à l'issue de six concours, à Stams, Predazzo, deux fois à Courchevel, à Hinterzarten et enfin Hakuba[réf. nécessaire].

## Classement général
| Place | Nom                      | Pays      | Points |
| ----- | ------------------------ | --------- | ------ |
| 1     | Masahiko Harada          | Japon     | 520    |
| 2     | Kazuyoshi Funaki         | Japon     | 350    |
| 3     | Martin Schmitt           | Allemagne | 342    |
| 4     | Janne Ahonen             | Finlande  | 290    |
| 5     | Nicolas Dessum           | France    | 231    |
| 6     | Andreas Goldberger       | Autriche  | 215    |
| 7     | Noriaki Kasai            | Japon     | 162    |
| 8     | Reinhard Schwarzenberger | Autriche  | 161    |
| 9     | Mika Laitinen            | Finlande  | 157    |
| 9     | Sven Hannawald           | Allemagne | 157    |

## Résultats
| Date              | Lieu         | Vainqueur        | Deuxième         | Troisième                               |
| 9 août 1998       | Stams        | Masahiko Harada  | Martin Schmitt   | Kazuyoshi Funaki                        |
| 11 août 1998      | Predazzo     | Masahiko Harada  | Janne Ahonen     | Nicolas Dessum                          |
| 14 août 1998      | Courchevel   | Nicolas Dessum   | Janne Ahonen     | Martin Schmitt                          |
| 16 août 1998      | Hinterzarten | Masahiko Harada  | Janne Ahonen     | Hansjoerg Jaekle Alexander Herr         |
| 12 septembre 1998 | Hakuba       | Kazuyoshi Funaki | Masahiko Harada  | Martin Schmitt                          |
| 13 septembre 1998 | Hakuba       | Masahiko Harada  | Kazuyoshi Funaki | Reinhard Schwarzenberger Martin Schmitt |